# Essa Mohamed al-Zenkawi
Essa Mohamed Gharib al-Zenkawi (* 17. Oktober 1992) ist ein kuwaitischer Diskuswerfer, der gelegentlich auch im Kugelstoßen antritt. Er ist aktuell Inhaber des Landesrekordes im Diskuswurf.

## Sportliche Laufbahn
Erste internationale Erfahrungen sammelte Essa Mohamed al-Zenkawi bei den Jugendweltmeisterschaften 2009 in Brixen, bei denen er mit 52,11 m in der Qualifikation ausschied. 2010 siegte er bei den Arabischen Juniorenmeisterschaften in Kairo mit 57,30 m im Diskuswurf und wurde im Kugelstoßen mit 15,90 m Siebter. Daraufhin nahm er an den Juniorenasienmeisterschaften in Hanoi teil und belegte mit 52,00 m Platz vier. Damit qualifizierte er sich für die Juniorenweltmeisterschaften im kanadischen Moncton und schied dort mit 54,90 m in der ersten Runde aus. Im November nahm er erstmals an den Asienspielen in Guangzhou teil und wurde dort mit 54,19 m Achter. 2011 gewann er bei den Arabischen Meisterschaften in al-Ain mit 54,96 m die Silbermedaille und wurde bei den Panarabischen Spielen in Doha mit 55,89 m Sechster. Zwei Jahre später belegte er bei den Asienmeisterschaften in Pune mit 56,96 m den sechsten Platz. Anschließend erreichte er bei den Islamic Solidarity Games in Palembang mit 54,80 m Rang acht.
2014 nahm er erneut an den Asienspielen in Incheon teil und belegte diesmals mit einem Wurf auf 56,57 m Platz neun. 2015 siegte er mit 63,22 m bei den Arabischen Meisterschaften in Manama und gewann bei den Asienmeisterschaften in Wuhan mit 61,57 m die Silbermedaille hinter dem Inder Vikas Gowda. Damit qualifizierte er sich auch für die Weltmeisterschaften in Peking, bei denen er mit 58,68 m in der Qualifikation ausschied. 2017 wurde er bei den Asienmeisterschaften in Bhubaneswar mit 58,28 m Sechster und gewann anschließend Gold bei den Arabischen Meisterschaften in Radès mit 59,75 m. Im Jahr darauf gewann er bei den Asienspielen in Jakarta mit 59,44 m die Bronzemedaille hinter dem Iraner Ehsan Hadadi und Mustafa al-Saamah aus dem Irak. Nach einer zweijährigen Wettkampfpause siegte er 2021 mit 60,25 m bei den Arabischen Meisterschaften in Radès und im Jahr darauf siegte er mit 62,03 m bei den Islamic Solidarity Games in Konya. 2023 gewann er bei den Westasienmeisterschaften in Doha mit 59,66 m die Silbermedaille hinter dem Katari Moaaz Mohamed Ibrahim und anschließend siegte er mit 59,20 m bei den Arabischen Meisterschaften in Marrakesch. Daraufhin gewann er bei den Panarabischen Spielen in Algier mit 61,48 m die Silbermedaille hinter Ibrahim gewann und kurz darauf sicherte er sich auch bei den Asienmeisterschaften in Bangkok mit 60,23 m die Silbermedaille hinter dem Chinesen Abuduaini Tuergong. Im Oktober belegte er bei den Asienspielen in Hangzhou mit 60,13 m den fünften Platz. Im Jahr darauf siegte er mit 61,32 m bei den Westasienmeisterschaften in Basra mit 61,32 m und 2025 gewann er bei den Arabischen Meisterschaften in Oran mit 59,72 m die Silbermedaille hinter dem Algerier Oussama Khennoussi. Kurz darauf belegte er bei den Asienmeisterschaften in Gumi mit 57,26 m den sechsten Platz.
In den Jahren 2015 und 2016 sowie 2021 und 2022 wurde al-Zenkawi kuwaitischer Meister im Diskuswurf.

## Persönliche Bestleistungen
- Kugelstoßen: 15,22 m, 29. April 2014 in Doha
- Diskuswurf: 63,22 m, 27. April 2015 in Manama (kuwaitischer Rekord)